# The Wanderers
The Wanderers es una película de comedia y drama estadounidense de 1979, dirigida por Philip Kaufman y protagonizada por Ken Wahl, John Friedrich, Karen Allen y Toni Kalem. Inspirada en el Bronx de 1963, la película cuenta cómo un grupo de adolescentes Italo-americanos conocidos como The Wanderers tienen continuas luchas de poder con sus bandas rivales como The Baldies o The Wongs. 
La película está basada en una novela con el mismo nombre escrita por Richard Price; el guion fue escrito por Philip Kaufman y su mujer Rose. La película ha causado problemas en su desarrollo en escena: después de un desafortunado intento de obtener financiación para The Wanderers a Alberto Grimaldi, Kaufman dirige otras películas. Tras filmar el remake (versión) de Body Snatchers (Secuestradores de cuerpos), Kaufman vuelve a Nueva York y exitosamente sugiriendo The Wanderers a Martin Ransohoff. El presupuesto de la película es desconocido pero Kaufman asegura que fue relativamente bajo. 
Después de una proyección previa, The Wanderers se estrenó el 13 de julio de 1979, con críticas en su mayoría positivas. La película fue un éxito financiero, recaudando $ 23 millones en la taquilla mundial. En el sitio web de reseñas Rotten Tomatoes, la película tiene una calificación del 89 por ciento.Peter Stack, del San Francisco Chronicle, elogió la dirección de Kaufman y las actuaciones de Wahl y Tony Ganios. 
La creciente popularidad y el estatus de culto de la película llevaron a que The Wanderers recibiera un relanzamiento teatral en Estados Unidos por Warner Bros. en 1996. Según Kaufman, "La película tardó mucho tiempo en encontrar una audiencia". 

## Argumento
Joey y Turkey son miembros de los Wanderers, una pandilla callejera ítalo-estadounidense. En el Bronx, Nueva York, Joey intenta disuadir a Turkey de unirse a una pandilla rival, los Fordham Baldies. Antes de que Turkey pueda preguntar, la novia de Terror, Peewee, escucha a Joey insultar a los Baldies y los llama "un montón de agujeros con orejas". Joey y Turkey huyen de los Baldie que los persiguen. Richie, el líder de los Wanderers, y Buddy vienen a ayudar, pero también los persiguen y deben huir. Tras ser arrinconados, los Wanderers son ayudados por un extraño llamado Perry, quien recientemente se mudó al Bronx desde Nueva Jersey. Después de mucha persuasión, Perry se une a los Wanderers.
En la escuela, los Wanderers tienen una disputa racial con otra pandilla, los Del Bombers, todos afroamericanos. Ambas pandillas acuerdan resolver su disputa, aparentemente en una pelea callejera, pero los Wanderers luchan por encontrar una pandilla dispuesta a respaldarlos. Sin otras opciones, Richie le pregunta al padre de su novia, el jefe local de la mafia, Chubby Galasso, quien acepta ayudar a resolver la disputa de las pandillas.
Durante un juego de "codazo-pecho", Richie manosea a una mujer llamada Nina. Se siente avergonzado de sí mismo, se disculpa por sus acciones y convence a Nina de que acepte el número de teléfono de Joey. Los Wanderers luego deciden seguir a Nina con el coche  de Perry.
Después de que Perry se pierda, los Wanderers son atacados por una pandilla callejera completamente irlandesa-estadounidense llamada Ducky Boys. Se escapan después de que Perry se rompa un brazo.
Mientras están borrachos, los Baldies son engañados para unirse a los Marines. Antes de presentarse para el entrenamiento, deciden irrumpir en la fiesta de Despie, donde se le dice a Turkey, que recientemente se unió a los Baldies, que saque a los Wanderers afuera. Después de esto, Turkey se da cuenta de que los Baldies lo han abandonado. Intenta perseguirlos pero falla. Molesto, Turkey visita una iglesia católica cercana. Tras ser visto por un miembro de los Ducky Boys que asisten a misa, Turkey es perseguido calle abajo. Después de subir una escalera de incendios en un intento de escapar, cae muerto.
En la escuela, mientras los Wanderers lloran la muerte de Turkey, el resto de la pandilla expulsa a Richie por acostarse con la cita de Joey, Nina. Después del asesinato del presidente John F. Kennedy, Richie reaviva su relación con Despie. Cuando Chubby descubre que su hija está embarazada, obliga a Richie a casarse con ella.
En el clímax, descubrimos que los Wanderers y los Del Bombers están resolviendo su disputa no con una pelea callejera sino con un juego de fútbol organizado por Chubby. Richie aprovecha la oportunidad para hacer las paces con Joey. Un miembro de los Ducky Boys interrumpe el juego, mientras los Wanderers giran momentáneamente la cabeza, cientos de Ducky Boys invaden el campo. Muchos de los Wanderers y Del Bombers huyen, pero algunos se mantienen firmes. Los jugadores restantes unen fuerzas con pandillas de espectadores en las gradas, incluido uno llamado Wongs e incluso Emilio. Después de una batalla larga y sangrienta, los Ducky Boys huyen.
Después de ser maltratado físicamente por su padre Emilio, Joey decide pasar la noche en el apartamento de Perry. Perry le dice a Joey que planea abandonar el Bronx y regresar a Nueva Jersey. Joey le pregunta a Perry si puede ir con él; Después de una respuesta inicialmente escéptica, Perry está de acuerdo. Emilio, borracho, entra al departamento de Perry y pelea con él; Joey deja a Emilio inconsciente con una botella de vidrio. Joey y Perry salen rápidamente del apartamento y se dirigen a la fiesta de compromiso de Richie. En la fiesta, Richie nota a Nina caminando y rápidamente la sigue. Antes de que él la alcance, ella entra a un bar donde Bob Dylan interpreta "The Times They Are a-Changin '". Aceptando que su relación ha terminado, regresa a la fiesta.
A su regreso, Joey y Perry se despiden emocionalmente de Richie, y cuando se van, Richie se da cuenta de que las cosas no serán lo mismo. En la fiesta de Richie, los miembros de los Wanderers, los Del Bombers y los Wongs se abrazan mientras cantan "The Wanderer". La película termina con Joey y Perry viajando a California.

## Reparto
- Ken Wahl como Richie Gennaro, el líder de los Wanderers.
- John Friedrich como Joey Capra, el amigo más cercano de Richie y un compañero errante.
- Karen Allen como Nina Becker, el interés amoroso de Richie.
- Toni Kalem como Despie Galasso, la novia de Richie y la hija de Chubby Galasso.
- Jim Youngs como Buddy Borsalino, un miembro destacado de los Wanderers.
- Tony Ganios como Perry LaGuardia, miembro de los Wanderers y amigo cercano de Joey.
- Alan Rosenberg como Turkey, miembro de los Wanderers que quiere unirse a los Fordham Baldies.
- Dolph Sweet como Chubby Galasso, el jefe de la mafia local y padre de Despie Galasso.
- William Andrews como Emilio Capra, el padre de Joey.
- Erland van Lidth como Terror, el líder de los Fordham Baldies.
- Linda Manz como Peewee, la novia del terror.
- Michael Wright como Clinton Stitch, el líder de los Del Bombers.
- Samm-Art Williams como Roger, el único miembro negro de los Fordham Baldies y primo de Clinton Stitch.
- Val Avery como Mr. Sharp, profesor de secundaria.
- Dion Albanese como Teddy Wong, el líder de los Wongs.

Actores adicionales: Olympia Dukakis como la madre de Joey; el autor de la novela Richard Price como un estafador; y Wayne Knight (sin acreditar) como camarero.

## Producción

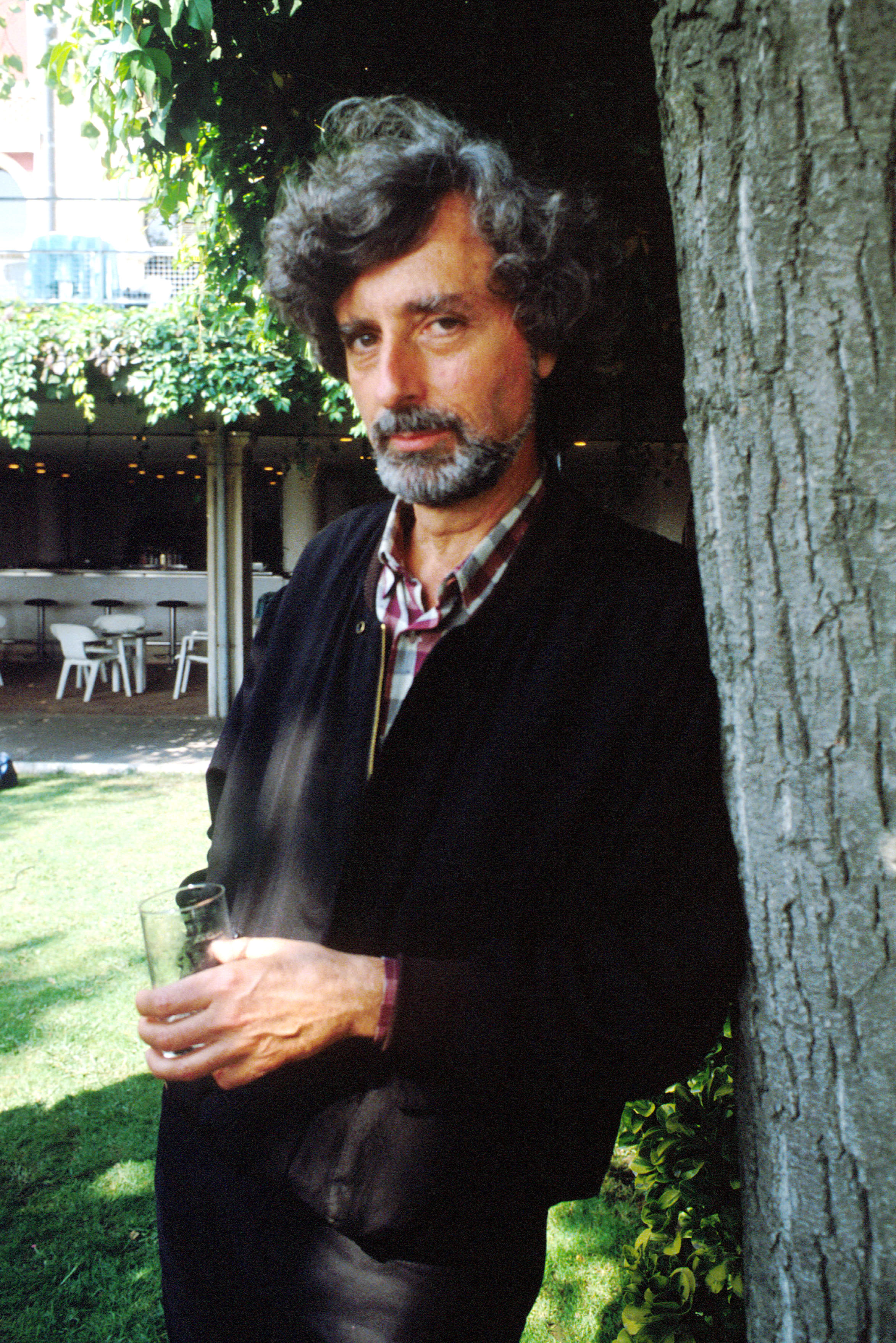
Philip Kaufman en el Festival Internacional del Cine de Venecia en 1991

### Desarrollo
Philip Kaufman y Richard Price intentaron sin éxito presentar el proyecto a Alberto Grimaldi. Debido a esto, Kaufman firmó para dirigir lo que habría sido la primera película basada en Star Trek: The Original Series, que se llamaría Star Trek: Planet of the Titans. Allan Scott y Chris Bryant fueron contratados para escribir el guion de la película, pero su intento fue rechazado y Kaufman intentó escribir el guion él mismo. Antes de que pudiera terminar el guion, Paramount Pictures abandonó el proyecto y dijo que no había mercado para las películas de ciencia ficción. Después de que el proyecto Star Trek fue archivado, Kaufman dirigió la nueva versión de Invasion of the Body Snatchers. Cuando terminó la filmación, fue a Nueva York y lanzó con éxito The Wanderers a Martin Ransohoff. Según Kaufman, "las piezas de alguna manera se unieron", en parte debido a la creciente popularidad de las películas de pandillas.

### Guion
La esposa de Kaufman, Rose, escribió el primer borrador del guion. Le llevó varios años completarla: encontró difícil adaptar toda la novela. Algunos de los personajes e historias de la novela fueron cambiados o se les dio continuidad retroactiva. A pesar de las diferencias, Richard Price aprobó la adaptación de Kaufman y dijo: "Me encanta esa imagen. No es mi libro, y no me importa. El espíritu es correcto, y la forma en que Phil Kaufman lo dirigió me mostró otra forma de mirar mi propio libro ".

### Casting
El proceso del casting, que Kaufman describió como "arduo", comenzó en la ciudad de Nueva York. Dijo que los adolescentes de toda la ciudad querían participar. El productor ganador del Premio de la Academia, Scott Rudin fue el director de casting de la película que encontró a Erland van Lidth y Linda Manz. No había ningún personaje llamado Peewee en la novela. Rudin había organizado una entrevista con Manz. Kaufman y Price estaban presentes; todos pensaron que ella tenía "gran carácter". Manz fue tan convincente que todos asumieron que ella era un miembro real de una pandilla callejera. Debido a esto, el personaje Peewee fue escrito específicamente para ella.
Muchos de los actores de la película eran desconocidos en el momento del casting. La película fue el debut como actor de cuatro miembros del reparto; Ken Wahl, Tony Ganios, Erland van Lidth y Michael Wright. También fue el debut cinematográfico de Toni Kalem, quien anteriormente había actuado en televisión. Kaufman eligió intencionalmente actores desconocidos; Wahl se dirigía a un trabajo en una pizzería cuando alguien le envió una fotografía de él a Rudin, pensando que podría interpretar uno de los papeles más pequeños en la película. Kaufman sintió que Wahl era talentoso, por lo que lo eligió para el papel principal.
Para interpretar el papel de Perry LaGuardia, Kaufman telefoneó a todos los gimnasios de Nueva York para pedir un "niño de seis pies, cuatro pulgadas y 18 años". Lo pusieron en contacto con Ganios, a quien le asignó el papel. Ganios dijo: “Después de una misteriosa llamada telefónica, [mi tío] cortésmente me pidió que dejara de entrenar y me vistiera. Él "insistió" en que lo acompañara al centro a lo que se suponía que sería una audición comercial, [pero más tarde] resultó ser una entrevista para The Wanderers. Pensé que actuar era para mariquitas, pero fui de todos modos.” 

### Rodaje
El rodaje de The Wanderers comenzó en septiembre de 1978, la mayor parte se llevó a cabo en The Bronx. Kaufman dijo que durante la filmación, "Esta banda de motociclistas puertorriqueña se abrió paso entre la multitud, queriendo ver lo que estaba pasando", y "empujaron a todos a un lado". Se alejaron después de toparse con van Lidth. El equipo también encontró problemas con los exmiembros de los "verdaderos" Baldies, quienes se quejaron de que la película retrataba a los Baldies incorrectamente, diciendo: "[¡La película] es una mentira! Este no era un mal vecindario. No hubo crimen ni robo". ¡Asesinato, sí, pero no crimen! "Rose Kaufman finalmente les dijo que" se fueran a la mierda ", lo que casi resultó en una pelea entre los ex pandilleros, Wahl y varios otros actores.
Parque Van Cortlandt en septiembre de 2008
La batalla final con los Ducky Boys, que tiene lugar durante un partido de fútbol, se filmó en el parque Van Cortlandt. Kaufman comparó esta escena con una "brutal pelea de fútbol británica"; Ganios la comparó con la Batalla de Mons Graupius. Cuando se le preguntó más sobre esta escena, Ganios dijo: “La pelea final con los Ducky Boys fue absolutamente salvaje y a todos los efectos prácticos, fue real. Durante una semana entera, cientos de locos gritos y atrofiados, armados con bates de béisbol reales, mangos de hachas y cadenas, se lanzaron contra nosotros en oleadas de furia celta sin cesar. Se salió totalmente de control, y el caos a veces continuó durante cinco minutos completos después de que [el director] gritara corte. Algunos de los actores y camarógrafos resultaron gravemente heridos y tuvieron que ser hospitalizados.”

### Posproducción (Edición)
Durante la edición, Kaufman eliminó seis minutos de metraje de la película.

## Lanzamiento
The Wanderers fue lanzado teatralmente el 13 de julio de 1979 por Warner Bros. Kaufman dijo que la película inicialmente tuvo un lanzamiento "muy pequeño y limitado". El corte del director se estrenó en el Festival de Cine de Telluride en 1995. Esto fue seguido por un relanzamiento teatral de 1996 en los Estados Unidos debido a la popularidad de la película. En 2012, el corte del director de The Wanderers se proyectó en la Film Society en el Lincoln Center for the Performing Arts. Ambas versiones de la película fueron lanzadas en 2017 por Kino Lorber bajo licencia de los productores de la película, que poseen sus derechos.

### Primeras críticas
La recepción inicial de la película fue mixta. Después de una proyección previa el 31 de diciembre de 1978, Variety lo elogió, diciendo que "a pesar de la "mezcla incómoda de nostalgia y violencia, The Wanderers, es una película bien hecha e impresionante". Los Kaufman también fueron felicitados por su guion, que se describió como "capturar con precisión" la "angustia urbana" de crecer a principios de la década de 1960. Janet Maslin, de The New York Times, criticó la película en su crítica de 1979, diciendo que "la película nunca intenta contar una sola historia" y en su lugar " se conforma con una serie de viñetas bulliciosas, que se amontonan descuidadamente una encima de la otra sin ningún esquema consistente ". 
Varios críticos elogiaron la película, incluido Peter Stack de San Francisco Chronicle, después de su relanzamiento teatral de 1996. Stack señaló el talento de Kaufman para cambiar efectivamente el tono de la película y elogió las habilidades de actuación de Wahl y Ganios. También elogió la banda sonora de la película. 
A partir de agosto de 2015, la película tiene una calificación del 89% en Rotten Tomatoes (basada en 18 reseñas; 16 "frescas" y dos "podridas", con una calificación promedio de 6.8 sobre diez), lo que indica principalmente críticas positivas . Time Out elogió la película, diciendo que "ofrece algunas alcaparras geniales y groseras de cómics; y la historia del rock obtiene su ilustración más inteligente desde Mean Streets".

### Recaudación
Los Wanderers ganaron $ 5 millones en la taquilla de los Estados Unidos y $ 18 millones en el extranjero, por un ingreso bruto mundial de $ 23 millones. Cuando se le preguntó sobre el éxito financiero, Kaufman dijo que la película había funcionado “muy bien”.

### Legado
Desde su lanzamiento inicial, The Wanderers ha ganado muchos seguidores de culto. En 1988, Danny Peary dijo que la "representación sensible" de la película sobre los adolescentes que eran mayores de edad era en parte responsable de su estatus de culto. Colocando a The Wanderers séptimo en su lista de películas de culto "menos conocidas", Neil Evans describe la película como una "obra maestra perdida". Otro escritor describió la película como una "obra maestra cercana" y la calificó como "una de las mejores [películas] de la mayoría de edad jamás realizada". Sobre la popularidad y el estado de culto de la película, Kaufman dijo:
Le llevó mucho tiempo [a la película] encontrar [una] audiencia. Es genial ver que ahora, sin embargo, muchos años después, pasó a un breve relanzamiento de Warner Bros. [en 1996] debido al seguimiento del culto. Bravo dice que es la película más popular que han mostrado en el área de Nueva York. [La película también se mostró] en el Festival de cine de Telluride. Todas las personas que dirigen el festival son miembros del club de admiradores de The Wanderers, todos usan chaquetas Wanderers y conocen cada línea de la película. Muestran la película al menos dos veces al año allí [en Colorado]. Había alrededor de 1000 personas afuera, debajo de las montañas y viendo la película. Fue una gran noche.

## Banda sonora (BSO)
Kaufman y Price compilaron la banda sonora ellos mismos. La película presenta a Bob Dylan interpretando "The Times They Are a-Changin '", pero la canción no fue incluida en el álbum de la banda sonora.
| The Wanderers: Original Motion Picture Soundtrack |                       |                                 |                                                             |          |
| No.                                               | Título                | Música                          | Compositores                                                | Duración |
| 1.                                                | "Walk Like A Man"     | Performed by The Four Seasons   | Bob Crewe and Bob Gaudio                                    | 2:17     |
| 2.                                                | "Ya Ya"               | Performed by Lee Dorsey         | Lee Dorsey, Clarence Lewis, Morgan Robinson and Morris Levy | 1:57     |
| 3.                                                | "Big Girls Don't Cry" | Performed by The Four Seasons   | Bob Crewe and Bob Gaudio                                    | 2:28     |
| 4.                                                | "My Boyfriend's Back" | Performed by The Angels         | Bob Feldman, Jerry Goldstein and Richard Gottehrer          | 2:41     |
| 5.                                                | "Sherry"              | Performed by The Four Seasons   | Bob Gaudio                                                  | 2:33     |
| 6.                                                | "Baby It's You"       | Performed by The Shirelles      | Burt Bacharach, Mack David and Luther Dixon                 | 2:44     |
| 7.                                                | "Soldier Boy"         | Performed by The Shirelles      | Luther Dixon and Florence Greenberg                         | 2:43     |
| 8.                                                | "Stand by Me"         | Performed by Ben E. King        | Ben E. King, Jerry Leiber and Mike Stoller                  | 2:54     |
| 9.                                                | "Shout"               | Performed by The Isley Brothers | Rudolph Isley, Ronald Isley and O'Kelly Isley, Jr.          | 2:17     |
| 10.                                               | "Do You Love Me"      | Performed by The Contours       | Berry Gordy, Jr.                                            | 2:55     |
| 11.                                               | "Runaround Sue"       | Performed by Dion               | Dion and Ernie Maresca                                      | 2:40     |
| 12.                                               | "The Wanderer"        | Performed by Dion               | Ernie Maresca                                               | 2:42     |
| Duración total:                                   | Duración total:       | Duración total:                 | Duración total:                                             | 30:51    |

| The Wanderers: Original Motion Picture Soundtrack | The Wanderers: Original Motion Picture Soundtrack |
| ------------------------------------------------- | ------------------------------------------------- |
| First edition artwork                             |                                                   |
| Soundtrack album by Various artists               |                                                   |
| Released                                          | 12 de abril de 1989                               |
| Recorded                                          | 1959–1964                                         |
| Genre                                             | Rock & Roll, Doo Wop, Pop-rock, R&B               |
| Length                                            | 30:51                                             |
| Label                                             | Warner Bros. Records                              |